# Józef Łucznik
Józef Łucznik (ur. 30 listopada 1936 w Osocznikach, zm. 10 grudnia 2015) – białoruski nauczyciel narodowości polskiej, działacz mniejszości polskiej na Białorusi, jeden z założycieli Związku Polaków na Białorusi, od sierpnia 2005 do września 2009 jego przewodniczący oficjalnie uznawany przez władze białoruskie.

## Życiorys
W 1957 ukończył Instytut Nauczycielski w Nowej Wilejce, później kształcił się na Wydziale Historycznym Wileńskiego Instytutu Pedagogicznego (do 1964). Nauczał historii w szkole podstawowej w Dajnawie (1957–1964), później pracował jako inspektor szkolny w szkole średniej w Podborzu (1964–1971). W 1971 został dyrektorem szkoły podstawowej w Nowosiółkach na Grodzieńszczyźnie, a od 1978 stał na czele szkoły średniej w Sopićkiniach. W 1984 objął posadę dyrektora szkoły podstawowej w Soniczach.
U progu lat 90. aktywnie włączył się w polskie odrodzenie narodowe na Białorusi. Wstąpił do Związku Polaków, został jego wiceprzewodniczącym. W latach 90. za swoją działalność na Białorusi został odznaczony medalami Józefa Ignacego Kraszewskiego oraz Ministerstwa Edukacji Narodowej RP.
Wraz z grupą działaczy nie uznał wyboru Andżeliki Borys na przewodniczącą Związku Polaków w marcu 2005. Pięć miesięcy później współorganizował zjazd ZPB w Wołkowysku, podczas którego zgłoszono i przegłosowano jego kandydaturę na prezesa. Władze RP nie uznały wyboru Łucznika na przewodniczącego i zakazały mu wjazdu na teren RP. We wrześniu 2009 r. na kolejnym zjeździe organizacji uznawanej przez władze w Mińsku nie wystawił swej kandydatury i został zastąpiony na stanowisku prezesa przez grodzieńskiego biznesmena Stanisława Siemaszkę. Podczas zjazdu 2009 roku Józef Łucznik po raz kolejny zwrócił się do władz białoruskich z propozycją "zakazania działalności samozwańczej grupy na czele z Andżeliką Borys, która swą działalnością dyskredytuje jedyny zarejestrowany na terenie Białorusi Związek Polaków".
Był na emeryturze. Miał żonę i dwie córki, które ukończyły studia w Polsce. Zmarł 10 grudnia 2015 roku

## Kontrowersje
Akceptował politykę prowadzoną przez Alaksandra Łukaszenkę. W czasie kampanii prezydenckiej na Białorusi w 2006 kolportował odezwę do Polaków, namawiającą do głosowania na Łukaszenkę. W 2006 wziął udział w Ogólnobiałoruskim Zgromadzeniu Ludowym, gdzie z trybuny powiedział o tym, że obywatelom Białorusi narodowości polskiej żyje się dobrze.
W 2008 wystosował list do premiera RP Donalda Tuska, w którym prosił o niewprowadzanie Karty Polaka, ponieważ zdaniem Łucznika miała ona podzielić społeczeństwo białoruskie pod względem narodowościowym, choć wyraził pogląd o konieczności przywrócenia Polakom na Kresach obywatelstwa polskiego dziedziczonego po ich rodzicach.